# حسن الهیدوس
حسن خالد الهیدوس (عربی: حسن الهيدوس؛ زاده ۱۱ دسامبر ۱۹۹۰) یک بازیکن فوتبال اهل قطر است که در پست مهاجم برای باشگاه ورزشی السد بازی می کند. 
وی همچنین کاپیتان تیم ملی فوتبال قطر بود وی بعد از دومین قهرمانی پیاپی در جام ملت‌های آسیا ۲۰۲۳ از بازی های ملی خداحافظی کرد. از وی به عنوان یکی از کامل ترین مهاجمان آسیا نام برده می‌شود که توانایی بالایی در دریبل زنی و گل زنی دارد.

## افتخارات

### باشگاهی

#### السد
- لیگ ستارگان قطر(۶): ۰۷–۲۰۰۶، ۱۳–۲۰۱۲، ۱۹–۲۰۱۸، ۲۱–۲۰۲۰، ۲۲–۲۰۲۱، ۲۴–۲۰۲۳
- جام امیر قطر(۶): ۲۰۰۷، ۲۰۱۴، ۲۰۱۵، ۲۰۱۷, ۲۰۲۰، ۲۰۲۱
- جام ولیعهد قطر(۵): ۲۰۰۷، ۲۰۰۸، ۲۰۱۷، ۲۰۱۷، ۲۰۲۱
- جام شیخ جاسم قطر(۵): ۲۰۰۷، ۲۰۱۴، ۲۰۱۷، ۲۰۱۹
- جام ستارگان قطر(۲): ۲۰۱۰، ۲۰–۲۰۱۹
- لیگ قهرمانان آسیا(۱): ۲۰۱۱

### ملی

#### قطر
- جام ملت‌های آسیا(۲): ۲۰۱۹، ۲۰۲۳
- جام ملت‌های خلیج فارس(۱